# إيرل هاميلتون (لاعب كرة قاعدة)
إيرل هاميلتون (بالإنجليزية: Earl Hamilton)‏ هو لاعب كرة قاعدة أمريكي، ولد في 19 يوليو 1891 في غيبسون سيتي في الولايات المتحدة، وتوفي في 17 نوفمبر 1968 في آناهايم في الولايات المتحدة.

## وصلات خارجية
- إيرل هاميلتون على موقعبيزبول رفرنس.كوم (الدوري الرئيسي) (الإنجليزية)
- إيرل هاميلتون على موقعبيزبول رفرنس.كوم (الدوري الثانوي) (الإنجليزية)